# Will Donaldson
William „Will“ John Donaldson (* 21. April 1891 in New York City; † 16. Dezember 1954 in Los Angeles) war ein US-amerikanischer Pianist und Songwriter, der auch im Bereich des Jazz wirkte.
Donaldson arbeitete als Komponist von 1915 bis 1940 mit Liedtextern und Songkomponisten wie Irving Caesar, Rubey Cowan, Clarence Gaskill, William Grant Still, Jo Trent, Ned Wever und Harry White zusammen. Mit George Gershwin (und Jim Lyke) schrieb er 1916 den Piano-Novelty-Song „Rialto Ripples“. Zu seinen bekanntesten Titeln gehören „Alcoholic Blues“ (mit Albert Von Tilzer und Ruby Cowan), „Come Back To Me (When They Throw You Down)“, „Do Wacka Doo“ (mit Gaskill und George Horther), „Everybody's Crazy Over Dixie“ (mit Cowan und Bobby Jones), „Gold Digger“ (mit Duke Ellington), „I Can't Resist You“ (mit Ned Wever), „Oh, Sister! Ain't That Hot“ (aufgenommen von Eddie Condon, der auch Co-Autor war), „Rainy Nights“ (mit Vincent Lopez und Jo Trent) und „Step on the Blues“ (mit Con Conrad und Otto Harbach).  Einige Kompositionen Donaldsons wie „Oh Sister Ain’t That Hot“ (mit Pete Wendling, Piano) wurden als Piano Rolls veröffentlicht; mit dem Vokalisten Jack Parker nahm Will Donaldson für Edison 1928 selbst Titel wie „C-O-N-S-T-A-N-T-I-N-O-P-L-E“ und „Mississippi Mud“ auf.